# Aphelia (mot)
Aphelia is een geslacht van vlinders uit de familie van de bladrollers (Tortricidae).

## Soorten
Deze lijst van 38 stuks is mogelijk niet compleet.
- A. aglossana (Kennel, 1899)
- A. albidula (Bai, 1992)
- A. albociliana (Herrich-Schäffer, 1851)
- A. alleniana (Fernald, 1882)
- A. caradjana (Caradja, 1916)
- A. caucasica (Kostyuk, 1975)
- A. cinerarialis (Bai, 1992)
- A. conscia (Razowski, 1981)
- A. corroborata (Meyrick, 1918)
- A. christophi (Obraztsov, 1957)
- A. deserticolor (Diakonoff, 1983)
- A. disjuncta (Filipjev, 1925)
- A. effigies (Obraztsov, 1968)
- A. euxina (Djakonov, 1929)
- A. ferugana (Hübner, 1793)

Wildemansmot
- A. finita (Meyrick, 1924)
- A. flexiloqua (Razowski, 1984)
- A. fuscialis (Bai, 1992)
- A. galilaeica (Obraztsov, 1968)
- A. gregalis (Razowski, 1981)
- A. ignoratana (Staudinger, 1880)
- A. imperfectana (Lederer, 1858)

- A. insincera (Meyrick, 1912)
- A. inumbratana (Christoph, 1881)
- A. koebelei (Obraztsov, 1959)
- A. mongoliana (Razowski, 1981)
- A. obsolescentana (Real, 1990)
- A. ochreana (Hübner, 1800)
- A. paleana (Hübner, 1793)

Gele bladroller
- A. peramplana (Hübner, 1825)
- A. plagiferana (Rebel, 1917)
- A. polyglochina (Razowski, 1981)
- A. septentrionalis (Obraztsov, 1959)
- A. stigmatana (Eversmann, 1844)
- A. tschetverikovi (Danilevsky, 1963)
- A. tshetverikovi (Danilevsky, 1963)
- A. unitana (Hübner, 1799)
- A. viburniana (Denis & Schiffermüller, 1775)

Oranjegele bladroller